# Јуниверсити Парк (Флорида)
Јуниверсити Парк (енгл. University Park) насељено је место без административног статуса у америчкој савезној држави Флорида.

## Демографија
По попису из 2010. године број становника је 26.995, што је 457 (1,7%) становника више него 2000. године.
| Група             | 2000.          | 2010.          |
| Белци             | 3.329 (12,5%)  | 2.501 (9,3%)   |
| Афроамериканци    | 903 (3,4%)     | 1.228 (4,5%)   |
| Азијати           | 421 (1,6%)     | 514 (1,9%)     |
| Хиспаноамериканци | 21.945 (82,7%) | 22.938 (85,0%) |
| Укупно            | 26.538         | 26.995         |